# Haeckelův biogenetický zákon
Haeckelův biogenetický zákon nebo také Haeckelovo pravidlo rekapitulace je interpretace německého biologa Ernsta Haeckela, že „ontogeneze rekapituluje fylogenezi“, tj. že „při individuálním vývoji organismu se opakuje evoluční historie adultních forem jeho předků“. Haeckel tak navazoval na starší závěry přírodovědce Karla Ernsta von Baera, jenž upozornil, že „znaky charakteristické pro vyšší taxony se během embryonálního vývoje objevují dříve než znaky specifické pro nižší taxony“.
Pravidlo rekapitulace vychází z toho, že zatímco dospělci živočišných druhů z určitého kmene se mohou svým vzhledem výrazně odlišovat, jejich vajíčka, a zvlášť embrya mohou být naopak značně podobná. Stadium, ve kterém jsou si druhy daného kmene nejpodobnější, je nazýváno jako fylotypové. Haeckel předpokládal, že jednotlivé organismy takto rekapitulují svou evoluční historii a každá etapa vývoje představuje určitý krok v evoluci. V této zjednodušené podobě jde však o zastaralou a neplatnou teorii, která vyžaduje velké množství výjimek. Ačkoli výzkum embryogeneze může skutečně přinášet cenné informace z hlediska fylogeneze, nejde o podobný kompletní, kumulativní záznam evoluce, a to už proto, že v embryogenezi organismů může být evoluci podroben jakýkoli krok; a například stejný tělní plán fylotypového stádia organismů se může utvářet dramaticky odlišnými cestami.

## Haeckelovy náčrtky embryí a kritika evoluční teorie

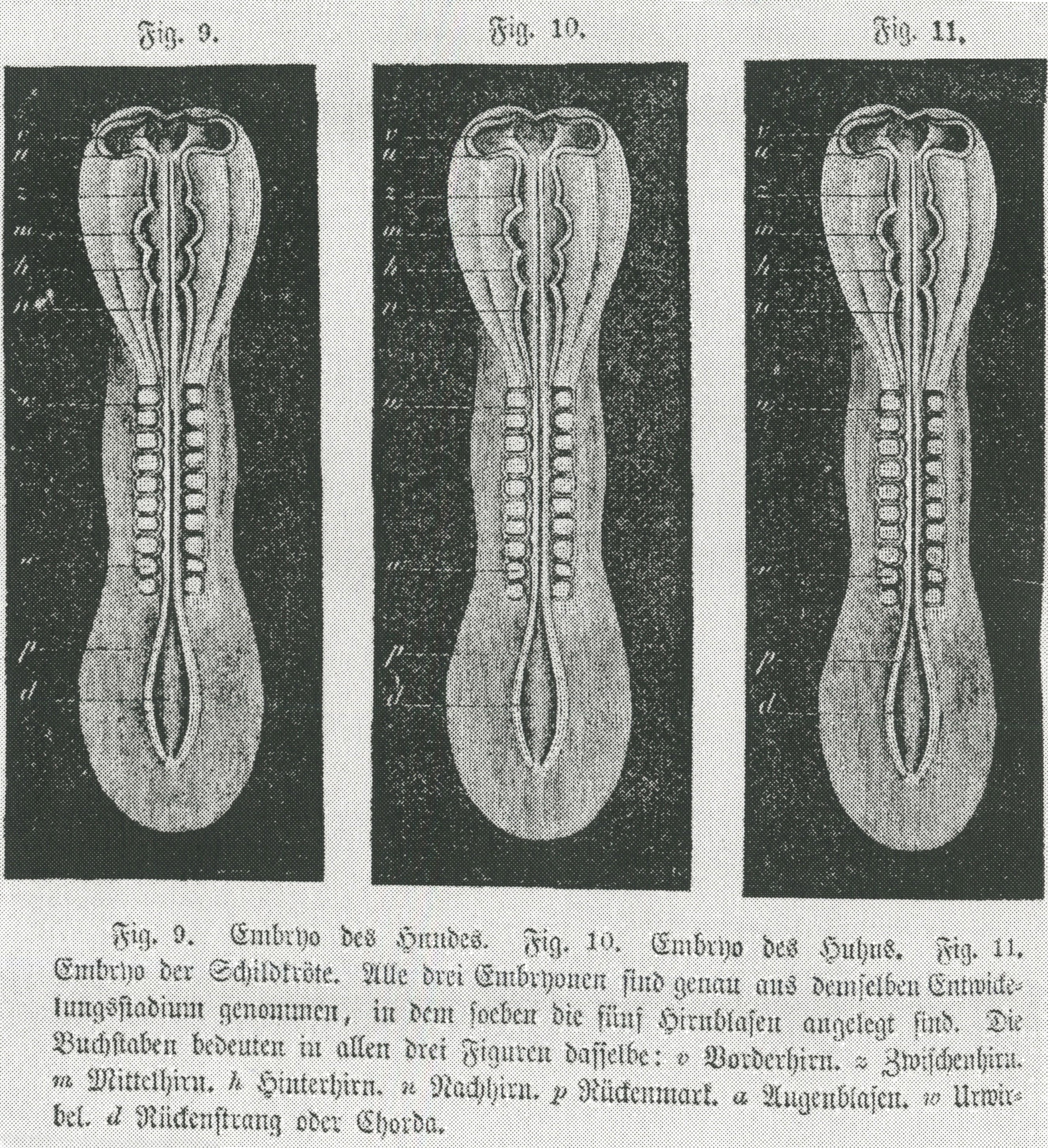
Haeckelovy identické ilustrace embryí z knihy Natürliche Schöpfungsgeschichte (1868)

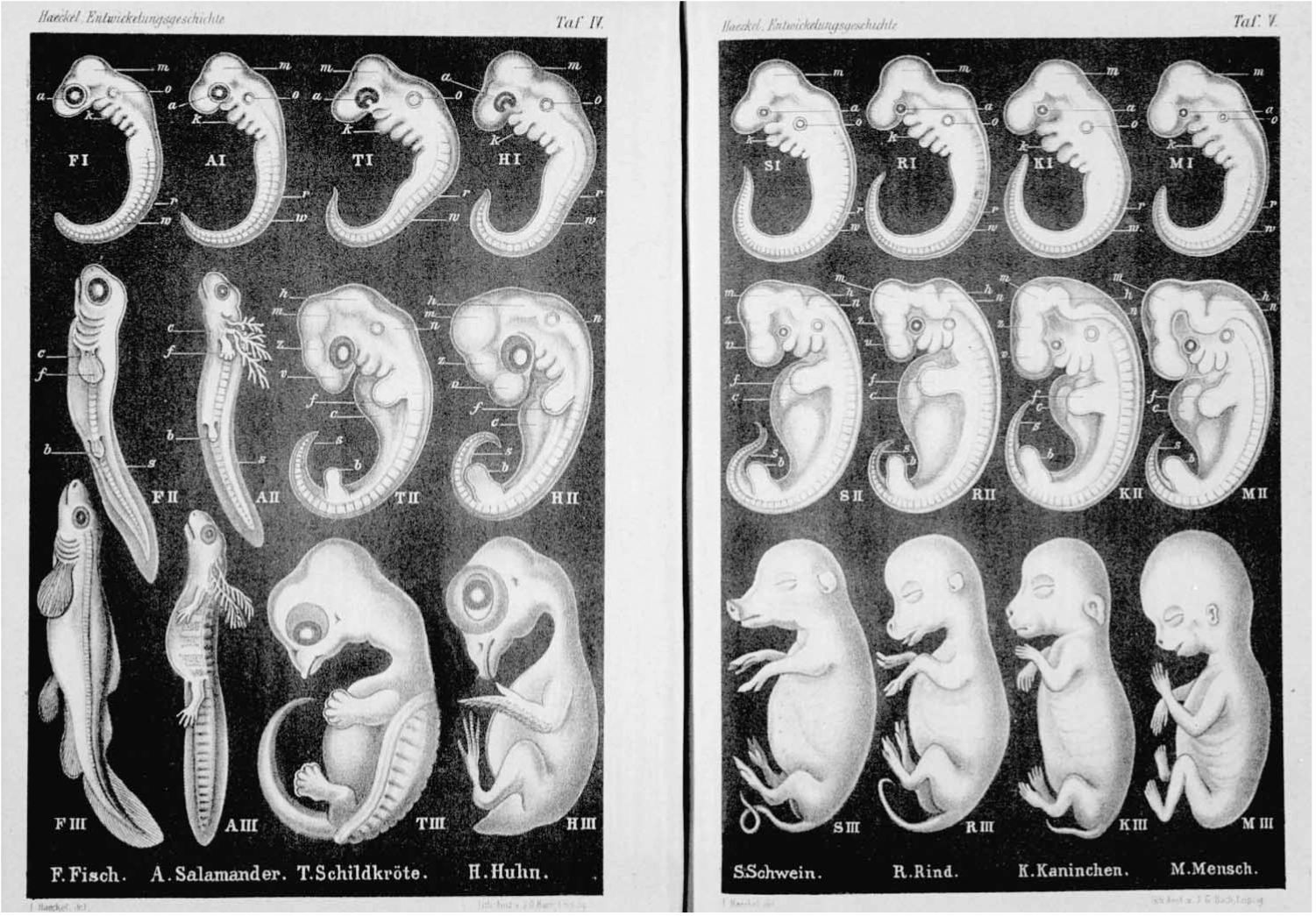
Ilustrace z Haeckelovy knihy Anthropogenie, jejichž porovnání s fotografiemi bylo základem pro článek v časopisu Science obviňující Haeckela z úmyslného podvodu

Charles Darwin se v pozdějších vydáních knih O původu druhů a O původu člověka odvolával i na kresby embryí Ernsta Haeckela. Haeckelovy kresby vycházely z myšlenek Karla Ernsta von Baera, který tvrdil, že embrya některých obratlovců procházejí stadiem, v němž vypadají všechna dost podobně. Darwin to považoval za důkaz společného původu všech živočichů. Haeckel sám byl v druhé polovině 19. a počátkem 20. století nejvlivnějším zastáncem a popularizátorem Darwinovy teorie. Ostře vystupoval proti pronikání náboženství do vědy a rozlítil tak řadu svých nábožensky založených současníků. V prvním vydání své úspěšné knihy Natürliche Schöpfungsgeschichte (česky doslovně „Přirozená historie stvoření“) použil Haeckel identický dřevořez pro zobrazení raného vývoje zárodků tří různých obratlovců – psa, kuřete a želvy. Když na to recenzent upozornil, Haeckel se hájil tím, že v takto raném stádiu vývoje není možné žádné rozdíly pozorovat, což byla v kontextu tehdejšího přístrojového vybavení pravda. Přesto ale Haeckel uznal svou chybu a text knihy v příštím vydání upravil. Nepřátelé ale nikdy nepřestali toto Haeckelovo pochybení připomínat a několik vědců kritizujících evoluční teorii, jako například Emil du Bois-Reymond, Rudolf Virchow nebo Louis Agassiz, dokonce obvinilo Haeckela z podvodu. Lidé jako Charles Darwin, Thomas Henry Huxley, August Weismann nebo Carl Gegenbaur však zachovali Haeckelovi podporu.
Obvinění Ernsta Haeckela z podvodu bylo znovu oživeno v roce 1997, kdy Elizabeth Pennisi publikovala v časopise Science editoriál informující o práci Michaela Richardsona a jeho spolupracovníků. Ti provedli srovnání Haeckelových kreseb s fotografiemi embryí stejných druhů ve srovnatelné fázi vývoje. Výsledkem byla série fotografií, které se výrazně lišily nejen od sebe navzájem, ale i od Haeckelových kreseb, a tak na první pohled usvědčovaly Haeckela z podvodu. Richardson to v článku potvrzuje prohlášením „vypadá to jako jeden z nejslavnějších podvrhů v biologii“.
Richardsonovy závěry se rychle šířily populárním tiskem, například londýnský deník The Times uveřejnil článek obviňující Haeckela z úmyslného podvodu s titulem An Embryonic Liar (česky doslovně „Embryonální lhář“). S obviněním se ztotožnila i řada respektovaných biologů, jako například Stephen Jay Gould. Robert J. Richards ve své práci však ukázal, že Richardsonovy fotografie jsou zavádějící, například proto, že některé zárodky jsou foceny se žloutkovým váčkem a jiné bez něj (Haeckelovy kresby jsou všechny bez žloutkového váčku).
Zbyněk Roček ve své knize Historie obratlovců však poukazuje na to, že tato informace nijak nesouvisí s platností či neplatností evoluční teorie. Haeckelův biogenetický zákon totiž sehrál roli především jako inspirace a nepředstavuje nutnou podmínku platnosti evoluční teorie. Evoluční teorie dokonce s neplatností tohoto zákona počítá, protože není znám jediný důvod, proč by měla být embryonální stádia chráněna před evolučními tlaky.